# Afrogecko ansorgii
Afrogecko ansorgii är en ödleart som beskrevs av  George Albert Boulenger 1907. Afrogecko ansorgii ingår i släktet Afrogecko och familjen geckoödlor. Inga underarter finns listade i Catalogue of Life.
Arten förekommer i provinsen Namibe i sydvästra Angola. Honor lägger ägg.

## Etymologi
Arten är namngiven Afrogecko ansorgii för att hedra den brittiske läkaren och djurlivsutforskaren William John Ansorge (1850–1913).